# Aditi Mittal
Aditi Mittal é uma comediante, atriz e escritora indiana. Uma das primeiras mulheres a fazer comédia stand-up na Índia, Mittal foi classificada entre os 10 melhores comediantes de stand-up da Índia pelo The Times of India. CNNIBN.com a nomeou uma das 30 mulheres indianas "espirituosas, inteligentes e incrivelmente divertidas" a serem seguidas no Twitter. Ela escreveu colunas e artigos na revista Grazia Men, DNA, Firstpost.com e Financial Times (Reino Unido, Weekend Edition).

## Carreira
Aditi Mittal é um dos rostos mais conhecidos da cena de comédia stand-up indiana inglesa no norte e no oeste da Índia. Em 2009, ela foi uma das primeiras 5 indianas a ser apresentada em um show de stand-up exclusivo para indianos chamado Local Heroes, organizado pela "The Comedy Store", com sede no Reino Unido. Hoje, ela é uma atração regular da Canvas Laugh Factory, Comedy Store Mumbai e se apresentou em locais e festivais de humor em todo o país, clubes no Reino Unido e na Laugh Factory de Los Angeles.
Em 2013, Aditi Mittal foi convidada pela BBC para a prestigiada 100 Women Conference, em Londres. Ela apresentou seu show solo pela primeira vez 'Coisas que eles não me deixariam dizer' em julho de 2013, na Canvas Laugh Factory, em Mumbai. A turnê conta com a participação da terapeuta sexual Dra. Mrs. Lutchuke e a estrela “pensante” de Bollywood, Dolly Khurana.
Juntamente com os quadrinhos americanos e sul-africanos, Aditi Mittal apareceu no documentário americano Stand-Up Planet, que retrata a busca de um comediante stand-up para encontrar o melhor humor dos cantos do mundo em desenvolvimento. Ela apareceu no Phenking News da CNN-IBN com Cyrus Broacha, e é um destaque no programa de sátira política Jay Hind. Ela foi um dos membros fundadores do Ghanta Awards e do Filmfail Awards, dois dos maiores prêmios de paródia da Índia. Ela participou de Ripping the Decade com Vir Das, Fools Gold Awards no Comedy Central India e Bollywood OMG no Channel V.
Aditi Mittal foi apresentada na BBC World e BBC America entre os “pioneiros da Índia” e apareceu na BBC Asia com RJ Nihal. Seu material foi descrito como "agudo e de ponta". Suas piadas cobrem tudo, de Osama bin Laden a absorventes, de bebês a vencedoras do Miss Índia. Ela diz: “Meu tipo de humor é pessoal. É observacional.” Ela desenvolveu o personagem Dra. Lutchuke porque ela não gostava da forma como o sexo era retratado pela mídia. Aditi Mittal falou na 1ª Exposição de Sexo da Índia pela Índia Hoje, WIFT Índia (Mulheres no Cinema e Televisão), Escola Indiana de Negócios, Hyderabad e festivais de comédia em todo o país.
Ela fala inglês e hindi fluentemente e tem compreensão em francês e espanhol.
Aditi Mittal acredita que o humor é a melhor solução para a seriedade. Fã de Tina Fey e Kristen Wiig, ela entrou na cena da comédia stand-up depois de largar o emprego em Nova York e se mudar para a Índia. Seduzida pelo crescente interesse por ela, ela se treinou, passando posteriormente para apresentações ao vivo. 
No final de 2013 e em outubro de 2014, ela foi incluída nas listas "100 mulheres da BBC". Em dezembro de 2014, Aditi Mittal participou do painel Roast no AIB (All India Bakchod) Knockout. Em fevereiro, ela apareceu como convidada no The Now Show, da BBC Radio 4.
A série de Aditi Mittal no YouTube, Bad Girls, mostra mulheres ativistas. O primeiro episódio, lançado em fevereiro de 2017, focou em Nidhi Goyal, ativista indiada pelos direitos das mulheres e das pessoas com deficiência.

## Controvérsia MeToo
Em 2018, ela foi acusada de assédio sexual pela comediante Kaneez Surka. Kaneez Surka revelou que Aditi Mittal a beijou à força. Aditi Mittal tornou-se hostil quando Surka levantou a questão e mais tarde se recusou a admitir que havia feito qualquer coisa, levando Kaneez Surka a postar publicamente o que havia acontecido no Twitter. Em outubro de 2018, Aditi Mittal disse que "deu à artista de improvisação, que se apresentava em microfone aberto, um beijo na boca 'como uma brincadeira como parte do espetáculo'" e, mais tarde, "se desculpou com Kaneez Surka quando percebeu o desconforto que havia causado".